# András Sütő (scriitor)
András Sütő (n. 17 iunie 1927, Cămăraș, județul Cluj (interbelic) — d. 30 septembrie 2006, Budapesta) a fost un scriitor maghiar, redactor, laureat al premiilor Herder și Kossuth. Sütő era membru al Partidului Comunist Român din anul 1947 și deputat în Marea Adunare Națională, însă din 1980 a fost interzisă publicarea lucrărilor sale și piesele sale n-au putut fi jucate în România, fiind în vizorul Securității.

## Viața
András Sütő a provenit dintr-o familie de simpli țărani maghiari transilvăneni. A urmat cursurile gimnaziului reformat din Aiud și a celui din Cluj. A debutat la vârsta de 18 ani în revista clujeană Világosság cu eseul Levél egy román barátomhoz („Scrisoare către un prieten român"). A fost membru al Marii Adunării Naționale între 1965 și 1980. A fost de asemenea vicepreședintele Asociației Scriitorilor din România între 1974 și 1982.

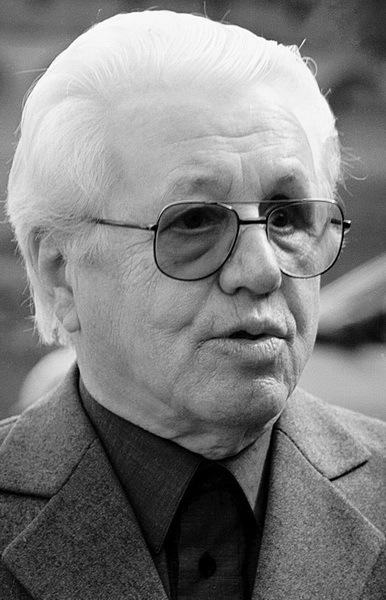
András Sütő în 2005

În anii 1950, proza și dramaturgia lui Sütő respectă obedient canoanele ideologiei proletcultiste tipice epocii care sunt reflectate în titlurile fățiș populiste ale volumelor sale, cum ar fi: „Mămăligă cu brânză" (publicat în 1954, în colecția „Ogoare noi"), „Soldatul necunoscut" (publicat tot în 1954, în aceeași colecție). Aceste scrieri au ca personaje țărani ardeleni de etnie maghiară, nu arareori având impulsuri piromanice și posedați de „ura de clasă" de rigoare a epocii. Mai târziu, proza lui Sütő devine oarecum mai sofisticată cu volumul „Rătăcirile lui Salamon" (publicat în 1957). În ultimii ani ai regimului Ceaușescu operele lui András Sütő nu au mai putut fi publicate în România. În perioada 1980 - 1989, scrierile lui au apărut exclusiv în străinătate, deși el a continuat să rămână redactor-șef al publicației culturale maghiare Új Élet („Viață Nouă"), editată de Consiliul Culturii și Educației Socialiste la Târgu Mureș. A petrecut perioade îndelungate retras la vila sa de vacanță din munții de lângă Gheorgheni. În această perioadă a fost urmărit permanent de Securitate. 
În martie 1990 a fost una din victimele violențelor interetnice de la Târgu Mureș, ocazie cu care a fost bătut, pierzându-și un ochi. După perioada de spitalizare (la București, Budapesta și în SUA) s-a stabilit în Ungaria, unde și-a petrecut ultima parte a vieții. A murit la Budapesta și a fost înmormântat la 7 octombrie 2006 în cimitirul reformat din Târgu Mureș.

## Opere
- Mezítlábas menyasszony („Mireasa desculță”), 1950
- Félrejáró Salamon, 1956
- Pompás Gedeon („Formidabilul Ghedeon”), 1968
- Anyám könnyű álmot ígér („Mama promite somn ușor”), 1970
- Un leagăn pe cer, Editura Kriterion. București, 1972. Traducător Romulus Guga.[5]
- Istenek és falovacskák („Zei și căluți de lemn”), 1973
- Egy lócsiszár virágvasárnapja („Floriile unui geambaș”), 1975
- Csillag a máglyán, 1975
- Káin és Ábel, 1977
- Engedjétek hozzám jönni a szavakat („Lăsați cuvintele să vină la mine”), 1977
- Évek - hazajáró lelkek, 1980
- Szuzai menyegző („Nunta de la Susa”), 1980
- Advent a Hargitán, 1987
- Szemet szóért („Un ochi pentru un cuvânt”), 1993
- Balkáni gerle, 1999

## Filmografie

### Scenarist
- Castelanii (1967)
- Doi bărbați pentru o moarte (1970) - împreună cu Gheorghe Naghi
- Bocet vesel (1984) - împreună cu Mircea Moldovan

## Distincții și premii
- Premiul Republicii Populare Române (1951; 1953)
- Medalia „A cincea aniversare a Republicii Populare Române” (24 decembrie 1952) „pentru lupta și munca duse în vederea făuririi, consolidării și prosperării Republicii Populare Române”[6]
- Ordinul Muncii clasa a III-a (21 august 1954) „pentru merite deosebite pe tărîmul construcției de stat, economice, sociale și culturale, cu ocazia celei de a zecea aniversări a eliberării patriei noastre”[7]
- Ordinul „23 August” clasa a IV-a (10 august 1964) „pentru merite deosebite în opera de construire a socialismului, cu prilejul celei de a XX-a aniversări a eliberării patriei”[8]
- Ordinul „Steaua Republicii Populare Române” clasa a IV-a (10 iulie 1965) „pentru merite deosebite în realizarea sarcinilor prevăzute în Directivele celui de al III-lea Congres al Partidului Muncitoresc Român”[9]
- Ordinul „23 August” clasa a III-a (4 mai 1971) „cu prilejul aniversării a 50 de ani de la constituirea Partidului Comunist Român, [...] pentru merite deosebite în opera de construire a socialismului”[10]
- Premiul "Füst Milán" (1978)
- Premiul "Herder" (1979)
- Premiul "Bethlen" (1990)
- Premiul "Kossuth" (1992)
- Premiul "Kisebbségekért" (Pro-Minoritate) (1995)
- Membru al Academiei Maghiare de Artă (1996)
- Premiul "A magyarság Hírnevéért" (Pentru renumele maghiarimii) (1997)
- Crucea Mijlocie a Republicii Ungare (1997)
- Premiul "Hazám" (Pro-Patria) (2002)
- Marea Cruce a Republicii Ungare (2005) - pentru contribuția deosebită la cultura maghiară, ca semn de recunoaștere a rolului deosebit jucat în apărarea drepturilor minorității maghiare din România

## Memoria lui András Sütő
În mod normal, abia acum ar fi fost nevoie de autobuzele acelea din anii '90, care să aducă la această ceremonie țăranii din satele din jurul Tîrgu Mureșului, nu înarmați cu bîte, ci cu brațele pline de flori, la catafalcul celui ce a scris cele mai frumoase și mai emoționante pagini despre țărănimea maghiară și română din Ardeal după cel de-al doilea război mondial. (...) Un coleg de generație și-l amintește pe jurnalistul adolescent Sütő András alergînd pe jos sau cu bicicleta pe străzile Clujului, cu șpalturile în mînă de la redacție la tipografie și de la tipografie înapoi la redacție. E bine să ni-l închipuim pe Sütő András pedalînd în continuare pe o bicicletă celestă, îndreptîndu-se spre o redacție mai înaltă și spre o tipografie căreia numai el îi știe, în clipa asta, tainele presimțite în capodopera „Un leagăn pe cer" (...). Fragment din necrologul „Cireșe de toamnă", de Mircea Dinescu, ziarul "Adevărul", 9 octombrie 2006.

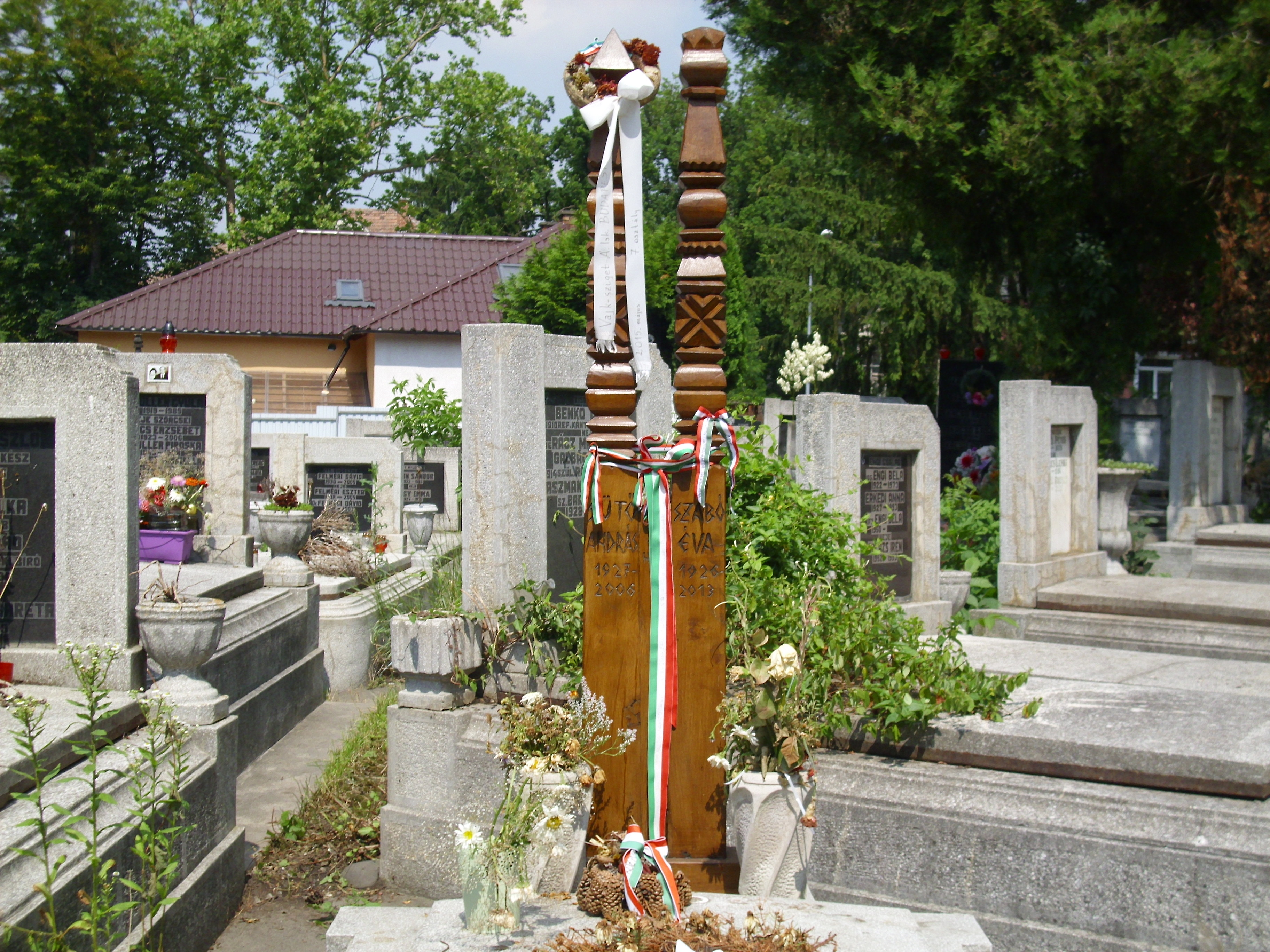
Mormântul lui András Sütő în Cimitirul Reformat din Târgu Mureș
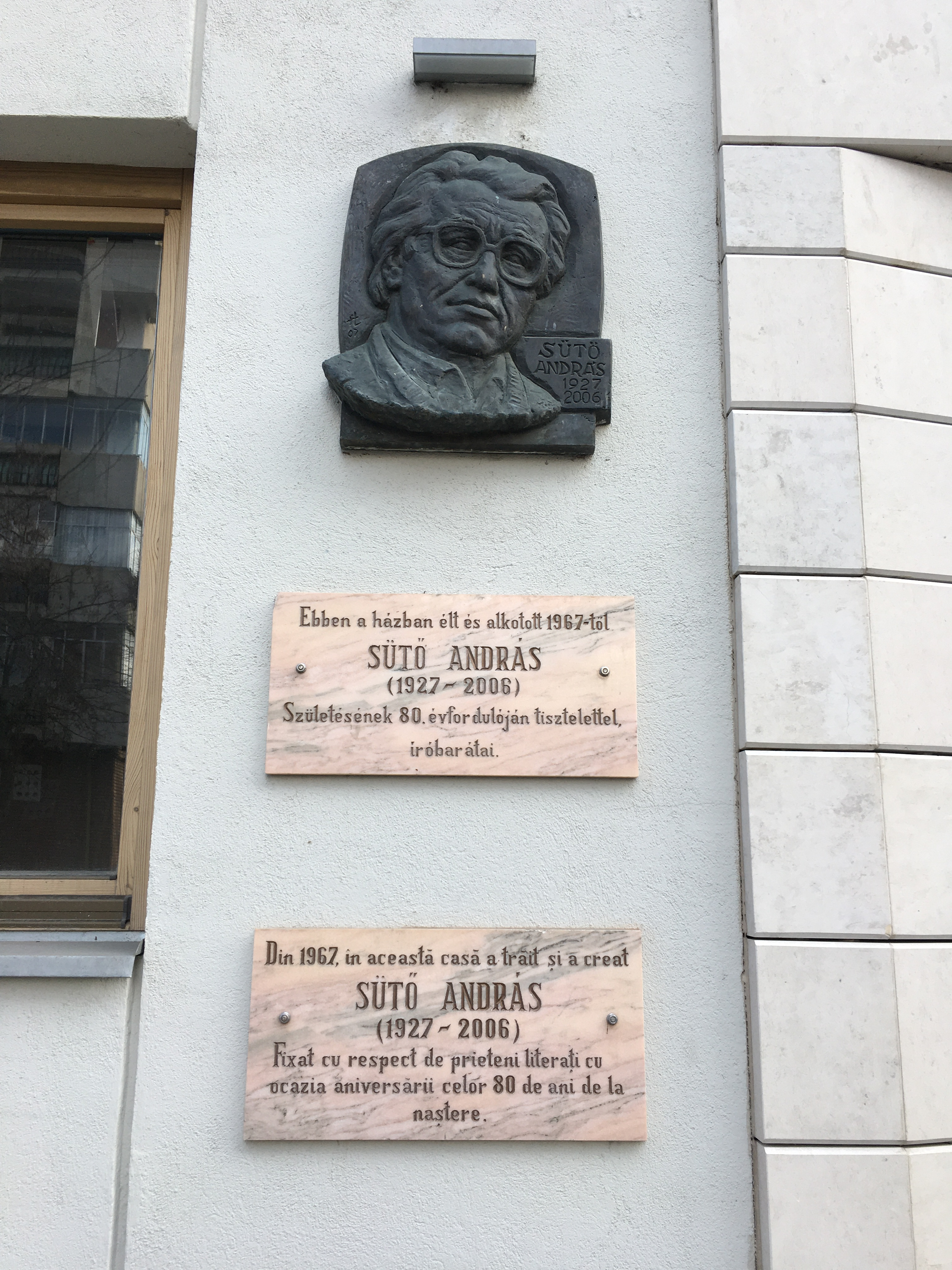
Placă memorială pe fosta casă a scriitorului din Târgu Mureș (str. Mărăști, nr. 36)
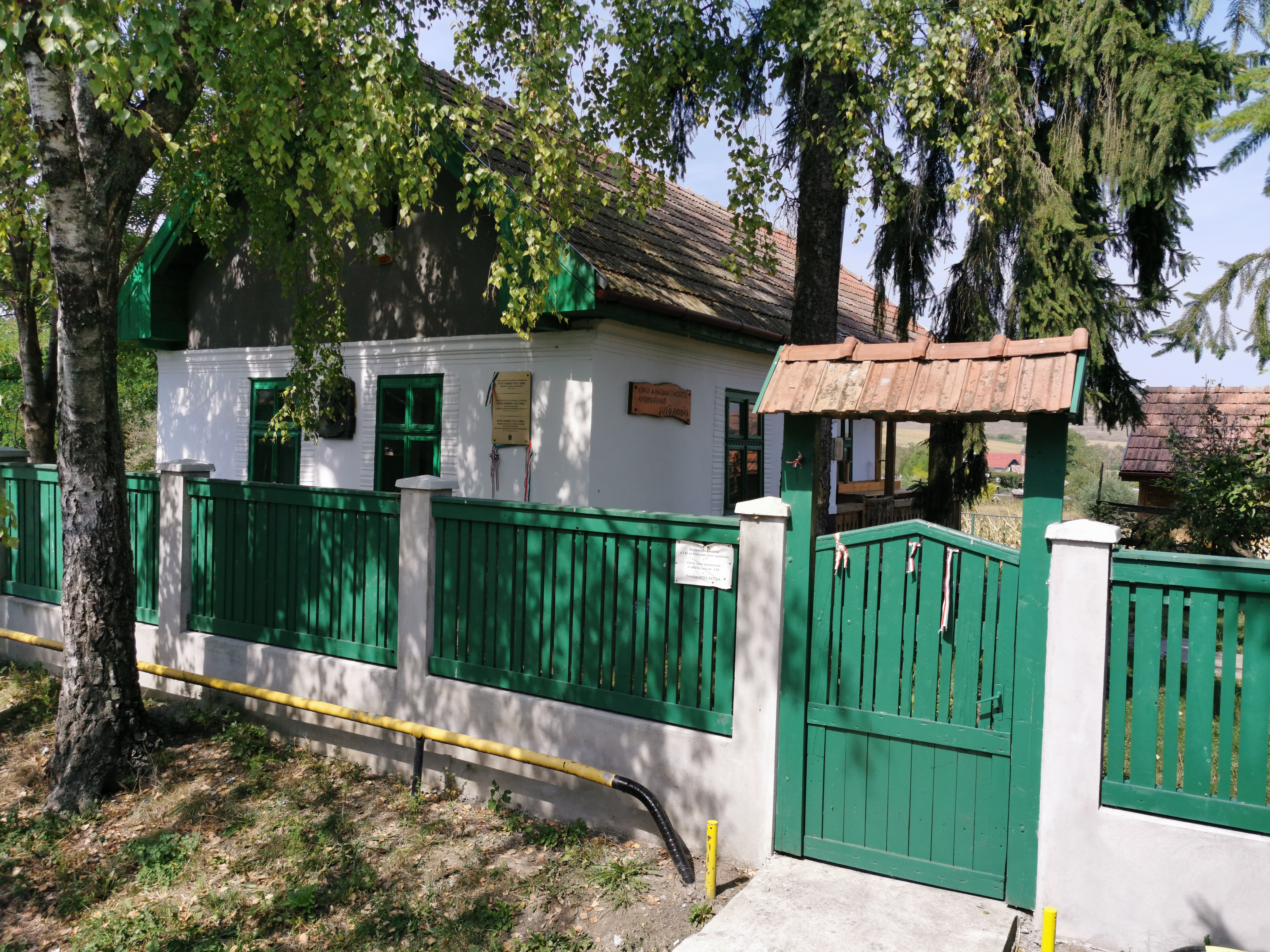
Casa părintească din Cămărașu
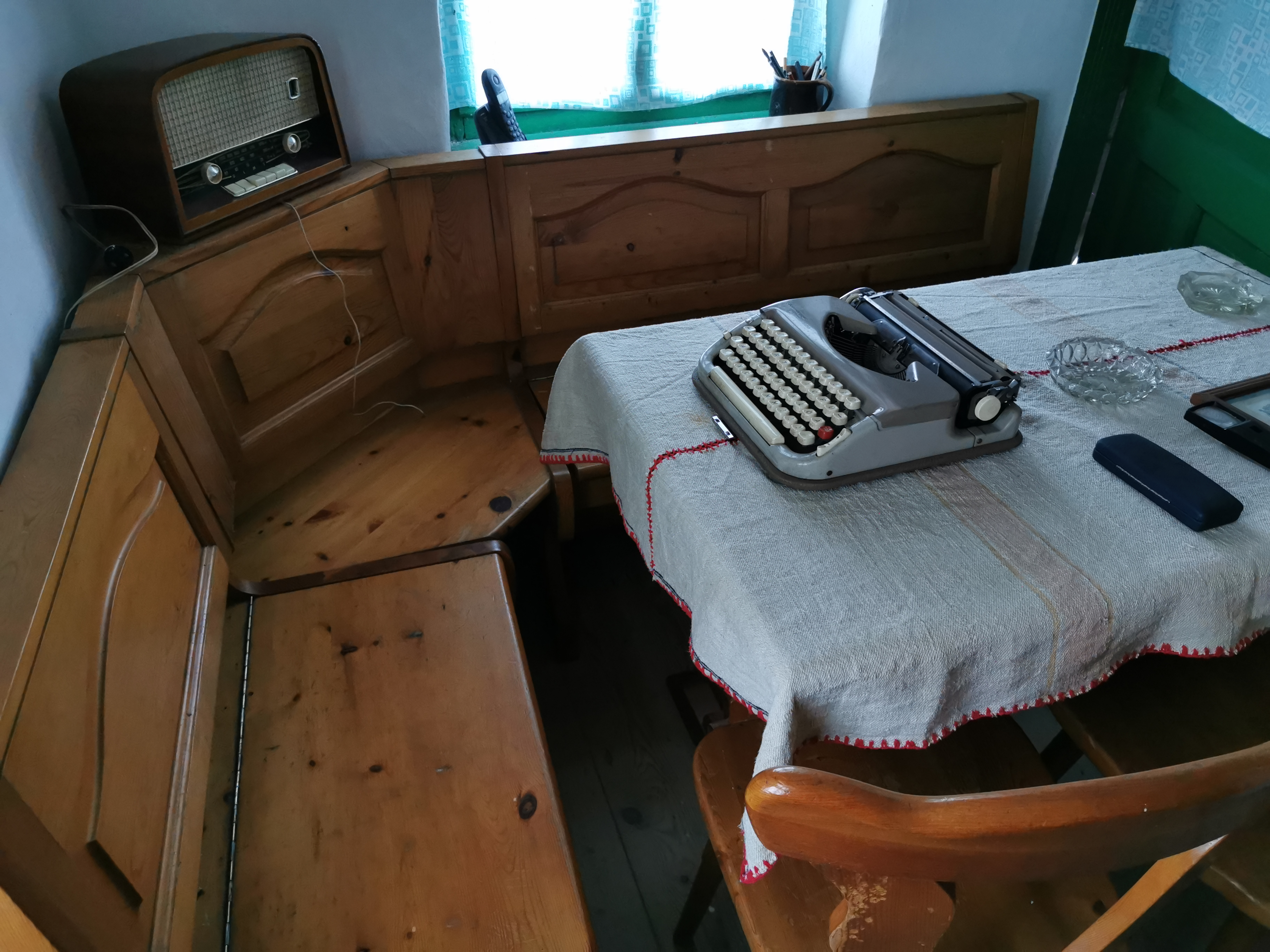
Casa părintească din Cămărașu